# Tipula (Lunatipula) rauschorum
Tipula (Lunatipula) rauschorum is een tweevleugelige uit de familie langpootmuggen (Tipulidae). De soort komt voor in het Palearctisch gebied.